# После апокалипсиса
«После апокалипсиса» (англ. Post Impact) — германо-американский постапокалиптический фильм 2004 года режиссёра Кристофа Шреве с Дином Кейном и Беттиной Циммерманн в главных ролях.

## Сюжет
В 2010 году на Землю падает комета. Падение пытаются предотвратить с помощью специального микроволнового спутника, но его луч лишь разрезает кусок кометы. Вследствие падения на планете наступает новый ледниковый период. Окутанная льдом и снегом Европа превратилась в «мёртвую зону», жизнь возможна только в районах ближе к экватору.
Спустя три года после катастрофы военные Новых Соединённых Северных Штатов регистрируют активность спутника, управление которым возможно только из Берлина. На разведку немедленно отправляется экспедиция, но самолёт с разведчиками уничтожается микроволновым лазером со всё того же спутника. Опасаясь терроризма, президент Новых Штатов отправляет в бывшую германскую столицу новую экспедицию, чтобы уничтожить базу управления спутником и сам спутник. В состав этой группы вошли несколько солдат под предводительством полковника Престона Уотерса и спецагента Сары Хенли, а также дочь разработавшего спутник профессора Анна Старндорф. Проводником вызвался Том Паркер, бывший начальник службы безопасности американского посольства в Берлине, который во время катастрофы потерял там жену и маленького ребёнка.
Самолёт с новой экспедицией также подвергается атаке со спутника, но им удаётся спастись. Далее по центральной Европе они движутся на двух специальных снегоходах. В пути из-за суровых условий они теряют один снегоход. Добравшись до Берлина, они попадают под обстрел неизвестными лицами и теряют второй снегоход. Найдя лаз в снегу, они попадают в метро, где натыкаются на маленькую девочку. Девочка отводит группу к пережившим катастрофу горожанам. Те рассказывают экспедиции, что выжить им помог некий «доктор», и показывают путь к нему. Доктором оказывается ослепший профессор Старндорф, но он не имеет отношения к атакам со спутника. Выясняется, что контроль над спутником захватил напарник профессора — Клаус Хинце. В очередной перестрелке с боевиками Хинце профессор Старндорф получает смертельное ранение, но он успевает сообщить своей дочери всю необходимую информацию.
Добравшись до института, откуда управляется спутник, уцелевшая группа из Тома Паркера, Анны Старндорф, Престона Уотерса и Сары Хенли находит обезумевшего Клауса Хинце, который собирается уничтожить оставшееся человечество. Хенли убивает Хинце. По видеонаблюдению группа видит, что по их следам идёт девочка из метро — Паркер отправляется за ней. В это время в лаборатории Сара Хенли убивает полковника Уотерса и раскрывает Анне свои карты — её послали затем, чтобы не уничтожить спутник, а захватить над ним контроль. Возвращается Паркер с девочкой. Паркеру и Старндорф вместе удаётся одолеть Хенли. Старндорф пытается перепрограммировать спутник, чтобы его лучи изменили атмосферу над Европой. Паркер разыскивает свой бывший дом, где он находит свою погибшую семью и их прощальное письмо. Паркер и Старндорф с выжившими горожанами выходят на поверхность, из расступивших облаков пробиваются лучи солнца — спутник удалось перепрограммировать.

## В ролях
| Актёр              | Роль                     |
| ------------------ | ------------------------ |
| Дин Кейн           | капитан Том Паркер       |
| Беттина Циммерманн | Анна Старндорф           |
| Джоанна Тейлор     | спецагент Сара Хенли     |
| Найджел Беннетт    | полковник Престон Уотерс |
| Джон Кеог          | Клаус Хинце              |
| Ханнс Цишлер       | профессор Старндорф      |
| Ирина Аллюна       | девочка                  |

## Производство
Фильм снимался с марта по апрель 2003 года в Болгарии.